# Карл Шенк
Йоганн Карл Еммануель Шенк (нім. Johann Karl Emmanuel Schenk; нар. 1 грудня 1823, Берн — пом. 18 липня 1895, там само), відомий як Карл Шенк — швейцарський політик. Після студій теології служив реформатським пастором. Попри належність до традиційного духовенства, він навернувся до лібералізму й узяв участь у другому поході добровольців та в Зондербундській війні. 1855 року був обраний до уряду кантону Берн, 1856 — до Ради кантонів. Від 1864 року й до своєї смерті представляв радикальну фракцію (згодом увійшла до ВДП) у Федеральній раді, шість разів обіймав посаду федерального президента. Його каденція тривала понад 31 рік — найдовша серед усіх членів Федеральної ради.

## Біографія

### Юнацькі роки
Карл Шенк був одним із чотирнадцяти дітей винахідника Крістіана Шенка, уродженця Зігнау в Емменталі, який збудував першу швейцарську парову машину. Його мати Верена (уроджена Люті) померла, коли йому було сім років. За посередництва хрещеного дядька Карла Еммануеля Бруннера батько 1832 року відправив його до Корнталя в Королівстві Вюртемберг, у пансіон, яким керували пієтисти. Два роки потому Шенк осиротів. У Корнталі він здобув гуманістичну освіту з вивченням іноземних мов. Під час шкільної подорожі через Альпи до Венеції він відкрив у собі пристрасть до мандрів. У 14 років він вирушив пішки до Куве й відвідав брата Рудольфа, який мав там механічну майстерню. Наступного року разом зі шкільними друзями здійснив ще одну подорож до Венеції, де його брат Фріц працював ливарником.
Після конфірмації 1839 року Шенк повернувся до Берна й вступив до гімназії, яку закінчив 1842 року, склавши матуру. Влітку того ж року він здійснив нову велику мандрівку, що пролягала через перевал Сімплон до Генуї й Флоренції. Через Венецію, Південний Тіроль і Кур він повернувся додому. У Бернському університеті вивчав теологію та філософію. Під час навчання почав цікавитися політикою й познайомився з радикально-ліберальними ідеями. 1845 року він узяв участь як прапороносець студентського корпусу у другому поході добровольців.

### Професійна діяльність та кантональна політика
Того ж 1845 року Шенк склав державний іспит і розпочав служіння як вікарій у Шупфені. 1846 року він відкрито приєднався до радикалів. Заснував благодійні товариства та створив можливості для самоосвіти, завдяки чому здобув широку відомість і популярність далеко за межами Шупфена. Після участі як польовий проповідник у Зондербундській війні 1848 року він одружився з Елізою Кер, дочкою сільського лікаря. Подружжя мало десятьох дітей, семеро з яких пережили батьків. У тому ж році Шенк перебрав парафію в Лаупені, а 1850 року повернувся пастором у Шупфен. Аби поповнити скромний заробіток, він співпрацював із «Бернер Цайтунг», яку редагував Якоб Штемпфлі. На початку 1855 року група ліберальних членів Великої ради запропонувала йому висунути свою кандидатуру до уряду кантону Берн. Оскільки Шенк виступав за примирення між радикалами й консерваторами, його вважали прийнятним кандидатом в обох політичних таборах, і 23 березня 1855 року він був обраний до уряду кантону. У квітні він виголосив свою останню проповідь у Шупфені та переїхав до Берна.
На посаді члена уряду Шенк відповідав за опіку над бідними, яка тоді була одним із найгостріших політичних питань. Картопляна гниль призвела до численних неврожаїв, індустріалізація спричинила нестачу робочих рук у сільському господарстві, ткацьке ремесло занепало, а найманці були заборонені. Бідняків дедалі частіше висилали з міст назад у громади їхнього походження, що мало не довело багато фінансово слабких сільських громад до руїни. Шенк цілком реорганізував систему опіки над бідними: витрати стали покривати громади за місцем проживання, а кантон перебрав на себе управління притулками для бідних. Після банкрутства Східно-Західної залізниці 1861 року Шенк тимчасово очолив залізничне управління, а наступного року — департамент освіти.

### Федеральна політика
1857 року Велика рада обрала Шенка також до Ради кантонів. За заслуги у дослідженнях проблеми бідності він отримав 1859 року від Бернського університету почесний докторат. У 1862 році Шенк тяжко захворів і мусив пройти шестимісячний курс лікування — спершу в Терріте біля Монтре, а потім у Вайссенбурзі-ім-Зімменталі. 1863 року він планував подати кандидатуру на добре оплачувану посаду директора жіночої семінарії в замку Гіндельбанк, оскільки мав труднощі з утриманням багатодітної родини. Але цього не сталося, бо після несподіваної відставки Штемпфлі звільнилося місце у Федеральній раді. За підтримки бернських радикалів і ліберального центру навколо впливового Альфреда Ешера Шенка від самого початку вважали найімовірнішим кандидатом. 7 грудня 1863 року його колеги обрали його президентом Ради кантонів, чим подали ще один чіткий знак підтримки. На виборах до Федеральної ради 12 грудня Шенк отримав у першому турі 84 із 164 поданих голосів. 31 голос дістав Констан Форнеро, 10 — консерватор Едуард Блеш, решта 39 розподілилися між іншими кандидатами. 1 січня 1864 року Шенк заступив на посаду наступника Штемпфлі.
З 1873 до 1882 року Шенк був наступником Якоба Дубса на посаді президента заснованого 1866 року «Товариства допомоги для швейцарських військовиків і їхніх сімей» — попередника Швейцарського Червоного Хреста.

### Федеральна рада
За винятком кількох років, Шенк майже протягом усієї своєї 31-річної каденції очолював Департамент внутрішніх справ, сфера діяльності якого зі зростанням централізації країни постійно розширювалася. Він відповідав, зокрема, за розвиток мистецтва й культури, нагляд за Політехнікою (нинішньою ETH Zürich), статистику, залізниці та інші інфраструктурні проєкти, архіви й бібліотеки, лісове господарство, сільське господарство, а також за федеральну нерухомість. У 1865, 1871, 1874, 1878, 1885 і 1893 роках він обіймав посаду президента Швейцарії. Тоді це автоматично означало керівництво Політичним департаментом і, відповідно, виконання обов'язків міністра закордонних справ. 1872 року він тимчасово очолював також Міністерство фінансів, а в 1875—1877 роках — Департамент залізниць і торгівлі.
У питанні найважливішого інфраструктурного проєкту того часу — залізничної лінії через Альпи — Шенк підтримував Готтардську залізницю. Спершу його колеги по Федеральній раді віддали перевагу двом маршрутам через Сімплон і Лукманьєр. Однак під впливом Ешера зрештою перемогла Готтардська лінія. Під час часткової ревізії федеральної конституції 1866 року Шенк домігся юридичного зрівняння євреїв у правах, але зазнав невдачі у спробі запровадити єдині міри й ваги. Незадовго до свого другого президентства, у грудні 1870 року, Шенк втратив дружину Елізе. Навіть перебуваючи у Федеральній раді, він знаходив час для улюбленого заняття — мандрів. Улітку 1872 року вирушив із синами від Женевського озера до Марселя. Дорогою його заарештував поліцейський за «бродяжництво», але невдовзі відпустив, коли з'ясувалося, що перед ним високопоставлений дипломат. Повертався він через Геную й Мілан до Інтерлакена, де познайомився з удовою Розіною Енгель, яку одружив наступного року.
Повністю переглянута федеральна конституція 1874 року запровадила обов'язкову й безплатну початкову освіту без обмеження свободи віри та совісті. Шенк вважав, що це неможливо реалізувати без загальношвейцарського шкільного закону. Щоб підготувати його, він доручив Федеральному статистичному бюро непомітно провести дослідження системи освіти. На цій основі мало бути створене федеральне шкільне секретаріатство, яке б запроваджувало обов'язкові норми в освітній сфері. Через витік інформації про це дізналася католицько-консервативна опозиція, після чого національний радник Йоганн Йозеф Келль розпочав жваву кампанію за референдум проти «шкільного наглядача». 26 листопада 1882 року населення та кантони відхилили пропозицію значною більшістю, так само як і ініційований Шенком закон про боротьбу з епідеміями, який включав обов'язкову вакцинацію. Після цього пролунали вимоги про його відставку.
Після переконливої перемоги радикалів на виборах 1884 року Шенк зміг знову зміцнити свої позиції. Він успішно довів до завершення проєкт Готтардської залізниці, провів новий фабричний закон і відіграв ключову роль у створенні Швейцарського національного музею та Швейцарської національної бібліотеки. У 1895 році він планував піти у відставку й провести решту життя в Тванні на Більському озері. Вранці 8 липня, дорогою на роботу, Шенк зупинився біля Ведмежої ями, щоб дати милостиню жебракові, але його збила карета, що проїжджала повз. Він зазнав тяжких травм і через десять днів помер. За широкої участі населення його поховали на кладовищі Бремгартен.

## Вшанування пам'яті
У бернському кварталі Голліген на його честь названо вулицю Шенкштрасе, а в центрі міста — Карл-Шенк-гаус із пасажем Карла Шенка на Шпітальґассе 4. Локальний музей Хюехлігус у Лангнау-ім-Емменталь вшановує родину Шенків включно з федеральним радником. У травні 2022 року його рідна громада Зігнау відкрила біля вокзалу площу Федерального радника Карла Шенка.